# 사격 (문법)
사격(斜格, 영어: oblique case, OBL)은 명사나 그 밖의 품사가 받는 격의 일종이다. 언어학에서 사격이라는 용어는 조금씩 다른 여러 의미로 쓰인다.
- 주격을 제외한 다른 격 (때로는 호격도 제외)
- 주격과 대격 등 핵심 논항을 나타내는 격을 제외한 다른 격
- 특정한 언어의 문법에서, 이러한 격 중 하나에 붙이는 이름
  - 특히 두 개의 격을 가진 언어에서, 보다 기본적인 직격에 대비하여 덜 기본적인 격에 붙이는 이름

첫 번째 의미는 사격이라는 용어가 유래한 고대 그리스어와 라틴어 전통문법 등에서 쓰인다. 이러한 정의는 주격을 제외한 다른 격들이 형식적인 공통점을 지닐 때 특히 유용하다. 예를 들어 라틴어에서는 주격과 주격을 제외한 격들에서 서로 다른 명사 어간이 쓰이는 경우가 많다.
- 주격 homō, 호격 homō ‘사람, 사람아!’
- 속격 hominis, 여격 hominī, 대격 hominem, 탈격 homine ‘사람의, 사람에게, 사람을, 사람으로부터’

최근에 생겨난 두 번째 의미는 관계문법 이론의 용어에서 유래한 것이다. 이러한 쓰임에서 ‘사격 논항’은 ‘핵심 논항’의 반댓말이다. 핵심 논항은 주어나 목적어 등 핵심 문법관계에 놓인 논항이고, 사격 논항은 그 밖의 주변적 문법관계에 놓인 논항으로서, 사격 중 하나 또는 부치사 따위로 표시된다.
세 번째 의미도 여러 언어의 문법 기술에 쓰인다. 많은 인도이란어파나 유트아스테카어족 언어에는 직격과 사격의 두 가지 주요한 격이 있다. 힌디어를 예로 들면, 직격은 주어와 직접목적어 따위를 나타내고, 사격은 후치사의 목적어 따위를 나타낸다. 현대 영어의 ‘목적격’은 고대 영어의 대격과 여격이 합쳐진 것으로, 사격이라 불리기도 한다. 호주 원주민 언어인 카야딜드어에는 10개가 넘는 격이 있는데, 그 중 하나에 사격이라는 이름이 붙었다.
사격(oblique case)이라는 이름은 라틴어 cāsus oblīquus ‘비스듬한 격’에서 왔다. 이는 주격을 뜻하는 다른 말인 cāsus rēctus ‘곧은 격’에 대비되는 표현이다.

## 같이 보기
- 목적어
- 사격 주어